# Globoko (przystanek kolejowy)
Globoko – przystanek kolejowy w miejscowości Globoko, w regionie Górna Kraina, w Słowenii.
Przystanek jest zarządzany przez SŽ-Infrastruktura.

## Linie kolejowe
- Lublana – Jesenice

| Globoko                  |  |            |
| Linia Lublana – Jesenice |  |            |
| Otoče                    |  | Radovljica |